# Puntate di The Dropout
Le puntate della miniserie televisiva The Dropout sono state distribuite sul servizio di streaming on demand Disney+ il 20 aprile 2022, in tutti i paesi in cui il servizio è disponibile.
I protagonisti della miniserie sono Amanda Seyfried e Naveen Andrews, che interpretano rispettivamente i ruoli di Elizabeth Holmes e Sunny Balwani.
| n° | Titolo originale | Titolo italiano            | Pubblicazione USA | Pubblicazione Italia |
| -- | ---------------- | -------------------------- | ----------------- | -------------------- |
| 1  | I'm in a Hurry   | Ho fretta                  | 3 marzo 2022      | 20 aprile 2022       |
| 2  | Satori           | Satori                     | 3 marzo 2022      | 20 aprile 2022       |
| 3  | Green Juice      | Centrifuga verde           | 3 marzo 2022      | 20 aprile 2022       |
| 4  | Old White Men    | Vecchi dai capelli bianchi | 10 marzo 2022     | 20 aprile 2022       |
| 5  | Flower of Life   | Il fiore della vita        | 17 marzo 2022     | 20 aprile 2022       |
| 6  | Iron Sisters     | Iron Sister                | 24 marzo 2022     | 20 aprile 2022       |
| 7  | Heroes           | Eroi                       | 31 marzo 2022     | 20 aprile 2022       |
| 8  | Lizzy            | Lizzy                      | 7 aprile 2022     | 20 aprile 2022       |

## I'm in a Hurry
- Sceneggiatura: Elizabeth Meriwether
- Regia: Michael Showalter
- Messa in onda originale: 3 marzo 2022
- Messa in onda italiana: 20 aprile 2022

Elizabeth Holmes è una giovane donna determinata ed ottimista, decide di lasciare l'Università di Stanford per fondare una nuova e promettente startup di analisi del sangue. In questo periodo fa la conoscenza di Sunny Bulwani.

## Satori
- Sceneggiatura: Matt Lutsky
- Regia: Michael Showalter
- Messa in onda originale: 3 marzo 2022
- Messa in onda italiana: 20 aprile 2022

Alla continua ricerca di fondi, Elizabeth porta la sua tecnologia nascente ai venture capitalist della Silicon Valley. In Svizzera è costretta a prendere una decisione difficile.

## Green Juice
- Sceneggiatura: Hilary Bettis
- Regia: Michael Showalter
- Messa in onda originale: 3 marzo 2022
- Messa in onda italiana: 20 aprile 2022

Mentre Theranos si espande rapidamente, la tecnologia di Elizabeth fatica a tenere il passo, ed i membri del consiglio diventano sempre più diffidenti nei confronti del suo comportamento segreto. Sunny pensa di entrare a far parte dell'azienda.

## Old White Men
- Sceneggiatura: Dan LeFranc
- Regia: Michael Showalter
- Messa in onda originale: 10 marzo 2022
- Messa in onda italiana: 20 aprile 2022

Walgreens, società americana che gestisce la seconda più grande catena di negozi di farmacie negli Stati Uniti, è invogliata da Elizabeth a siglare l'accordo su una nuova partnership con Theranos. Ian Gibbons cerca di indagare su cosa stia succedendo all'interno di Theranos.